# A Pom Pom meséi epizódjainak listája
Ez a lista a Pom Pom meséi című magyar rajzfilmsorozat epizódjait tartalmazza.

## Első évad (1978)
| 1. | Szegény Gombóc Artúr       | 1980. december 25. |
| Gombóc Artúr folyton csokoládét eszik, s ettől annyira meghízik, hogy amikor ősszel ő is el akar költözni Afrikába, nem bírja a szárnya. |                            |                    |
| 2. | A radírpók                 | 1981. január 3.    |
| Gombóc Artúr – mohósága miatt – bajba kerül, de Pom-Pom és Picúr a Radírpók segítségével megmentik őt. |                            |                    |
| 3. | A (madárvédő) golyókapkodó | 1981. január 16.   |
| A légpuskás gyerekek pokollá teszik a madarak életét. Pom-Pom mesél a Madárvédő Golyókapkodóról, aki megvédi a madarakat. |                            |                    |
| 4. | Órarugógerincű felpattanó  | 1981. január 9.    |
| Gombóc Artúr, aki a templomtoronyba költözik, összevész az óra rugójával, mert az túl hangosan dolgozik. Az Órarugógerincű felpattanó ezért bánatában lent ugrál az utcákon, így az emberek nem tudnak eligazodni az órán.                         |                            |                    |
| 5. | Festéktüsszentő Hapci Benő | 1981. január 30.   |
| A Festéktüsszentő folyton tüsszög, ezért minden repül a közeléből. Egyik sétája alkalmával a festéket is kitüsszenti a tégelyből. Innen jön az ötlet: tüsszentse a festéket a házakra és a kerítésekre. Később már portrékat és tájképet tüsszent. |                            |                    |
| 6. | Hó Kornél                  | 1981. február 27.  |
| Hó Kornél állandóan hőmérőt hord magánál, hogy ellenőrizhesse a környezeti hőmérsékletet. Tavasszal nagy bajba kerül, de szerencsére Picúr és Pom Pom a segítségére sietnek.                                                                       |                            |                    |
| 7. | A civakodó cipőikrek       | 1981. február 20.  |
| Gombóc Artúr felkészül a télre, ezért sálat, sapkát, esernyőt és egy pár meleg cipőt vesz magának. A Civakodó Cipőikrek azonban annyira elviselhetetlenül viselkednek, hogy kidobja őket. Az ikrek számára csak egy megoldás lehetséges.           |                            |                    |
| 8. | A szomorú szamovár         | 1981. március 6.   |
| Picur folyton sóhajtozást hall egy pincéből. Kiderül, hogy egy magányos, elfelejtett szamovár búslakodik ott. Picurék beszervezik hozzá az egereket mindennapi teázásra és a szamovár már nem érzi magát fölöslegesnek.                            |                            |                    |
| 9. | Durrbele Bumm              | 1981. február 13.  |
| Durrbele Bumm mindenkit szeret ijesztgetni. Gombóc Artúr vezetésével összefognak ellene és saját házában addig ijesztgetik, míg ki nem leli a hideg, s meg nem ígéri, hogy senkit sem ijeszteget többé.                                            |                            |                    |
| 10. | Gombóc Artúr a Télapó      | 1980. december 24. |
| Gombóc Artúr alhatározza, hogy idén ő lesz a télapó és mindenkinek csokoládét visz. Annyira szereti azonban a csokoládét, hogy apránként megeszi, így új ajándékokra lesz szüksége.                                                                |                            |                    |
| 11. | A vastalpú cölöpverő       | 1981. január 23.   |
| A Vastalpú Cölöpverö minden földből kiálló tárgyra ráugrik és beletapossa a földbe. Ezzel sok kellemetlenséget okoz másoknak. Madárvédő Golyókapkodó végül is csellel ráveszi, menjen el Bergengóciába állami cölöpverőnek.                        |                            |                    |
| 12. | A bátor tintanyúl          | 1981. március 13.  |
| Picur az iskolába menet tintát vásárol, de az üvegeket elejti. Pom-Pom, a Bátor Tintanyúlról szóló mesével vigasztalja meg. |                            |                    |
| 13. | Az ásító sárkány           | 1981. február 6.   |
| A sárkány királylányokat rabol, lovagokkal verekszik, de az idő eljár felette és már senki sem akar harcolni vele. A sárkány egy idő után unatkozni kezd és lemegy a városba ellenfelet keresni.                                                   |                            |                    |
| 14. | Az egylábú esernyőmadár    | 1981. május 15.    |
| Egy esernyő a tartós szárazságban rábeszéli ernyőtársait, hogy keressenek esős tájat maguk számára, ahol jól érezhetik magukat. |                            |                    |

## Második évad (1981)
|  | Ez a szakasz egyelőre üres vagy erősen hiányos. Segíts te is a kibővítésében! |

|  | Ez a szakasz egyelőre üres vagy erősen hiányos. Segíts te is a kibővítésében! |

|  | Ez a szakasz egyelőre üres vagy erősen hiányos. Segíts te is a kibővítésében! |

|  | Ez a szakasz egyelőre üres vagy erősen hiányos. Segíts te is a kibővítésében! |

|  | Ez a szakasz egyelőre üres vagy erősen hiányos. Segíts te is a kibővítésében! |

|  | Ez a szakasz egyelőre üres vagy erősen hiányos. Segíts te is a kibővítésében! |

|  | Ez a szakasz egyelőre üres vagy erősen hiányos. Segíts te is a kibővítésében! |

|  | Ez a szakasz egyelőre üres vagy erősen hiányos. Segíts te is a kibővítésében! |

|  | Ez a szakasz egyelőre üres vagy erősen hiányos. Segíts te is a kibővítésében! |

|  | Ez a szakasz egyelőre üres vagy erősen hiányos. Segíts te is a kibővítésében! |

|  | Ez a szakasz egyelőre üres vagy erősen hiányos. Segíts te is a kibővítésében! |

|  | Ez a szakasz egyelőre üres vagy erősen hiányos. Segíts te is a kibővítésében! |